# Notiphila latigena
Notiphila latigena är en tvåvingeart som beskrevs av Wayne N. Mathis 1979. Notiphila latigena ingår i släktet Notiphila och familjen vattenflugor.
Artens utbredningsområde är Florida. Inga underarter finns listade i Catalogue of Life.